# ارسلان بن طغرل
ارسلان بن طغرل، ملقب به «رکن الدین ابو مظفر ارسلان بن طغرل بن محمد بن ملکشاه قسیم امیرالمؤمنین» از خاندان ترکان سلجوقی، پس از مرگ سلیمان‌شاه سلجوقی جانشین او و بر تخت شاهی جلوس کرد.

## حکومت
با مرگ سلیمان شاه، ولیعهد او ارسلان بن طغرل به سلطنت رسید و چون از حمایت اتابک ایلدگز بهره‌مند بود، در دفع مدعیان داخلی حکومت موفق بود.
وی در مبارزه با انجازیان و اسماعیلیان به پیروزی‌هایی رسید که موجب تحکیم حکومت او شد و همچنین لشکر خوارزمشاه را که به تحریک یک والی شورشی به بهانه حمایت او تا حدود قزوین و زنجان پیش آمده بود شکست داد اما این دستاوردها در واقع از آن اتابک ایلدگز بود، که سلطنت واقعی به او تعلق داشت و ارسلان فقط نام آن را داشت.
وی سرانجام در سال ۵۷۱ هجری درگذشت و پسرش طغرل تحت عنوان طغرل سوم به حکومت رسید.